# Сассофельтріо
Сассофельтріо (італ. Sassofeltrio) — муніципалітет в Італії, у регіоні Марке,  провінція Пезаро і Урбіно.
Сассофельтріо розташоване на відстані близько 230 км на північ від Рима, 90 км на захід від Анкони, 32 км на захід від Пезаро, 22 км на північний захід від Урбіно.
Населення — 1425 осіб (2014).
Щорічний фестиваль відбувається 3 лютого. Покровитель — святий Власій.

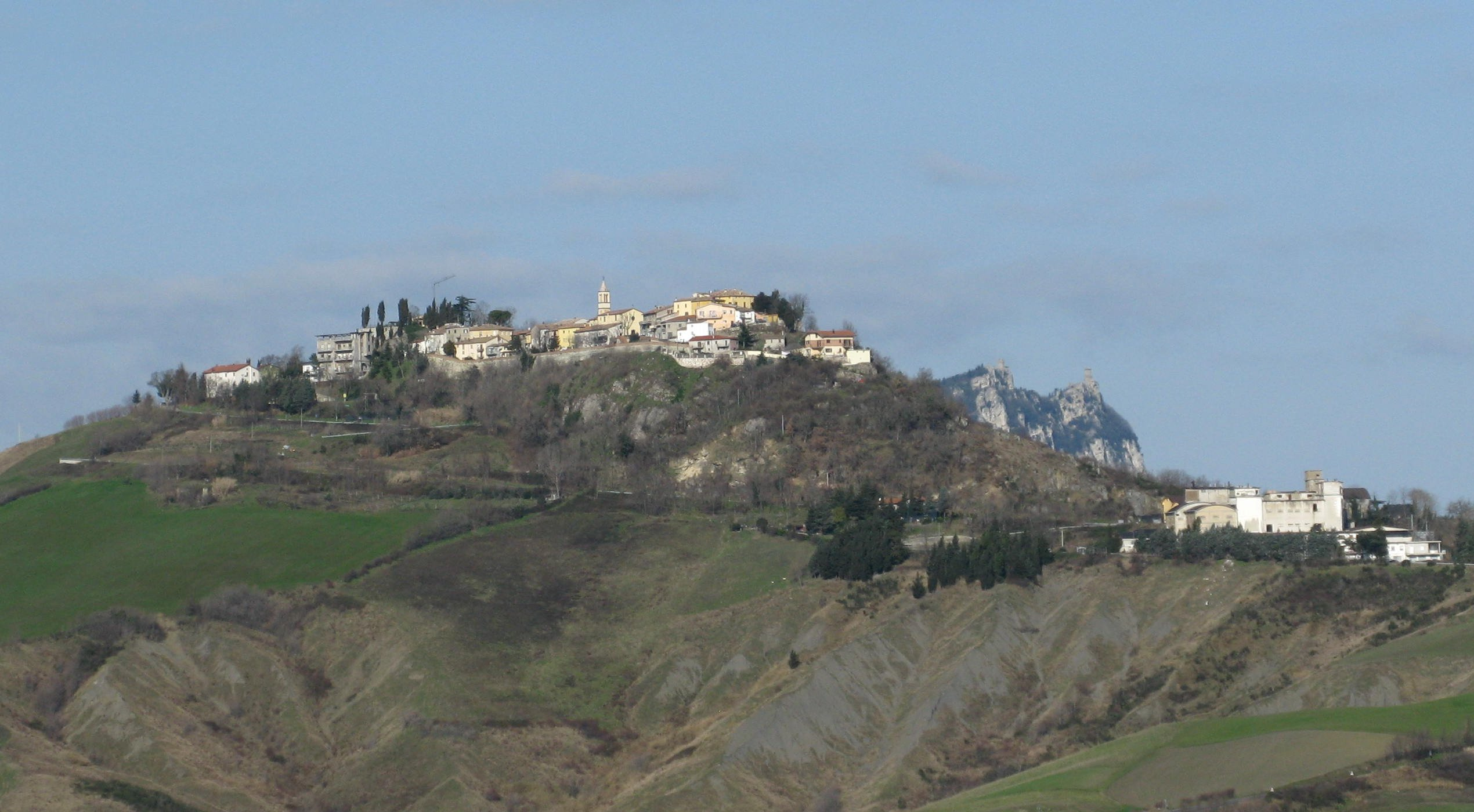
Sassofeltrio

## Демографія
Населення за роками:

Станом на 1 січня 2023 року в муніципалітеті офіційно проживало 168 іноземців з 31 країни, серед них 71 громадянин країн Євросоюзу та 22 громадяни України.

## Сусідні муніципалітети
- К'єзануова
- Фаетано
- Фьорентіно
- Джеммано
- Меркатіно-Конка
- Монтеджардіно
- Монте-Гримано-Терме
- Монтескудо-Монте-Коломбо
- Сан-Лео
- Веруккьо